# 몰락 작전의 전투 서열
다음은 1945년 8월 연합국이 일본 본토 침공을 위한 몰락 작전에 따라 구성한 부대의 전투 서열 목록이다.

## 올림픽 작전

### 연합군
- 미국 태평양 육군 (더글러스 맥아더 육군원수)
  - 제6군 (발터 쿠르예거 대장)
    - 제40보병사단 (도널드 마이어스 준장) (22,000명) 야쿠섬 및 고시키지마 열도
    - 제158보병연대 (핸로드 맥나이더 준장) (7,600 명) 다네가섬
    - 제1(I)군단 (이니스 P. 스위프트 소장) (95,000 명): 미야자키시
      - 제25보병사단, 제33보병사단, 제41보병사단

    - 제11(XI)군단 (찰리 P. 홀 소장) (113,000 명): 아리아케정
      - 제1기병사단, 제43보병사단, 제23보병사단, 제112기병연대

    - 제5상륙군단 (해리 슈미트 미국 해병대 소장) (99,000 명): 구시키노시
      - 제2해병사단, 제3해병사단, 제5해병사단

    - 제9(IX)군단 (찰리 W. 레이더 소장) (79,000 명) (예비대):
      - 제77보병사단, 제81보병사단, 제98보병사단

    - 제11공수사단 (조세프 M. 스윙 소장) (15,000 명)

  - 극동 공군 (조지 C. 케니 육군 항공군 대장) (119,000 명):
    - 제5공군
    - 제7공군
    - 제13공군
    - 류큐 항공태스크포스
    - 큐슈 항공태스크포스
    - 필리핀 방공사령부

  - 미국 중부태평양 육군
  - 미국 서태평양 육군
    - ASCOM-O[fn' 1]
- 미국 태평양 전략 공군 (카를 스파츠 공군 대장, 커티스 르메이 육군 항공군 소장)
  - 제12공군 (네이든 트위닝 중장) (77,000 명)
    - B-29 슈퍼포트리스 1000대

  - 제8공군 (제임스 해럴드 둘리틀 중장)
- 미국 태평양 함대
  - 제3함대 (윌리엄 F. 헬시 해군 대장):
    - CV 항공모함과 CVL 경항공모함 20척
    - BB 전함 9척
    - CB 대형순양함, CA 중순양함, CL 경순양함, CLAA 방공순양함 26척
    - DD 구축함 75척

  - 제5함대 (레이먼드 A. 스플루언스 해군 대장):
    - CVE 호위항공모함 36척
    - BB 전함 11척
    - CA 중순양함, CL 경순양함 26척
    - DD 구축함, DE 호위구축함 387척
    - AKA, AP, APA, APD, APH 394척
    - LSD, LSM, LST, LSV 977척
    - 태평양 함대 수륙양육부대
      - 제3, 5, 7,수륙양육부대

  - 제7함대 (토머스 C. 킨케이드 해군 대장):
- 영국 연방
  - 태평양 함대 (제3함대의 일부로서 작전 수행):
    - CV 함대 항공모함 6척

  - 타이거 포스 (왕립공군 폭격사령부에서 분리되었음):
    - 아브로 랭카스터 폭격기 480~580대 (절반이 탱커로 사용됨.)

  - 오스트레일리아 제1전술공군
    - 왕립 공군의 전투기/공격 편대 20개

### 일본
- 규슈 - 제16방면군 (요코야마 이사무 중장) (600,000 명)
  - 북부 규슈 - 제56군 (시치다 이치로 중장)
    - 제145, 312, 351사단, 제124독립여단
    - 제57사단. (20,000 명), 4전차여단

  - 동남 규슈 - 제57군 (니시하라 간지 중장) (150,000 명):
    - 다네가섬 - 제109독립혼성여단 (5,900 명)
    - 미야자키 - 제154, 156, 212사단. (55,000 명)
    - 아리아케 - 제86사단, 제98독립혼성여단, 1개 여단, 3개 보병대대. (29,000 명)
    - 제25사단, 5전차여단, 6전차여단.

  - 서남 규슈 - 제40군 (나카자와 미쓰오 중장) (85,000 명):
    - 제303사단. (12,000 명) (사쓰마센다이시); 제206사단 (후키아게 초); 제146사단, 제125독립혼성여단. (남 사쓰마국 해안); 제77사단, 1개 전차연대.

  - 제216사단, 4개 여단.
  - 5,000 대의 항공기가 가미카제용으로 지정되고, 5,000 대가 가미카제 근무로 준비되었으며, 7,000 대는 수리가 필요했다.
  - 고류급 잠수함 100척, 가이류급 잠수함 250척, 가이텐 어뢰 약 1천 기, 신요 특공정 800척.

## 코로넷 작전

### 연합군
- 미국 태평양 육군 (USAFPAC), ADVON
  - 제8군 (로버트 L. 아이첼버거 육군 중장):
    - 제3상륙군단:
      - 제1해병사단, 제4해병사단, 제6해병사단

    - 제10(X)군단:
      - 제24보병사단, 제31보병사단, 제37보병사단

    - 제13(XIII)군단:
      - 제13기갑사단, 제20기갑사단

    - 제14(XIV) 군단:
      - 제6보병사단, 제32보병사단, 제38보병사단

  - 제1군 (커트니 H. 하지스 육군 대장) (유럽에서 차출)
    - 제24(XXVI)군단
      - 제7보병사단, 제27보병사단, 제96보병사단

    - 제13(XIII)군단
      - 제15기갑사단, 제20기갑사단

    - "B" 군단
      - 제5보병사단, 제44보병사단, 제86보병사단

    - "C" 군단 (예비대)
      - 제2보병사단, 제28보병사단, 제35보병사단

    - "D" 군단
      - 제4보병사단, 제8보병사단, 제87보병사단

    - "E" 군단 (전략 예비대)
      - 제91보병사단, 제95보병사단, 제104보병사단

    - 제97보병사단 (함상 예비대)
    - 제11공수사단 (전략 예비대)

  - ASCOM-C
    - 동부 기지사령부
    - 서부 기지사령부

  - 중부태평양 항공군
  - 극동 항공군
    - 류큐 항공테스크포스
    - 큐슈 항공테스크포스
    - 혼슈 항공테스크포스
    - 필리핀 방공사령부
- 미국 태평양 함대 (협력)
  - 제3함대
  - 제5함대
    - 태평양 수륙양육부대
      - 제3, 5, 7수륙양육대
- 미국 태평양 전략 공군 (지원)
  - 제8항공군
  - 제20항공군
- 영국 연방 연방군단 (챨리 케이트리 중장)
  - 영국 제3보병사단
  - 캐나다 제6보병사단
  - 오스트레일리아 제10사단

### 일본
- 제1총군 (스기야마 하지메 원수)
  - 제11방면군 (타나카 시즈이치 대장)
    - 제36군 - 사이타마 현, 우라와
      - 제81사단
      - 제93사단
      - 제201사단
      - 제202사단
      - 제206사단
      - 제214사단
      - 제1전차여단
      - 제4전차여단

    - 제51군 - 이바라키현, 쓰치우라
      - 제44사단 - 오가와
      - 제151사단 - 미토
      - 제221사단 - 카시마
      - 제115독립혼성여단 -　시바사키
      - 제116독립혼성여단 - 호코타
      - 제7독립전차여단 - 오가와

    - 제52군 - 치바현, 사쿠라
      - 제3근위사단 - 나루토
      - 제147사단 - 모바라
      - 제152사단 - 초시
      - 제234사단 - 소사
      - 제3독립전차여단
      - 제8포병본부

    - 제53군 - 가나가와 현, 이세하라
      - 제84사단 - 오다와라
      - 제140사단 - 카마쿠라
      - 제316사단 - 이세하라
      - 제117독립혼성여단 - 누마즈
      - 제2독립전차여단 - 쓰다누마
      - 제11포병본부 - 히라쓰카

    - 도쿄만 요새 - 치바 현, 초시
    - 제321보병사단 - 도쿄

## 참고

### 인용
1. ↑  Reports of General MacArthur vol.1 1994, 409쪽.
2. ↑  Reports of General MacArthur vol.1 1994, 422쪽.

### 자료
- 《THE CAMPAIGNS OF MacArthur IN THE PACIFIC VOLUME I》. Reports of General MacArthur (영어). LCCN 66060006. 2020년 2월 24일에 확인함.
- Giangreco, D. M. (1995년). “Operation Downfall; The Devil Was in the Details” (PDF): 88. 2020년 11월 12일에 원본 문서 (PDF)에서 보존된 문서. 2020년 9월 21일에 확인함.